# Apomorfina
Apomorfina (łac. apomorphinum) – agonista receptorów dopaminergicznych D1 i D2 z silniejszym wpływem na te drugie, posiadająca silne właściwości wymiotne, stosowana w diagnostyce i leczeniu choroby Parkinsona oraz w mniejszych dawkach w leczeniu zaburzeń erekcji.
Korzystne działanie w leczeniu zaburzeń erekcji odkryto przypadkowo u pacjentów leczonych na chorobę Parkinsona. Mechanizm działania apomorfiny jest odmienny od występującego przy stosowaniu sildenafilu i jego pochodnych. Apomorfina jest stosowana w postaci tabletek podjęzykowych, które rozpuszczają się w ok. 10 minut i wchłaniają poprzez błonę śluzową jamy ustnej. Działanie powodujące erekcję pojawia się w ciągu ok. 20 minut.
Wbrew nazwie nie jest pochodną morfiny ani nie działa na receptory opioidowe. Nazwa pochodzi od faktu, że można ją uzyskać z morfiny.
Apomorfina pod nazwą handlową Uprima lub Ixsense była dostępna od 2001 roku na rynku europejskim do leczenia zaburzeń erekcji. W 2006 roku decyzją europejskiej instytucji kontrolującej obrót farmaceutykami EMA Uprima/Ixsense została wycofana ze sprzedaży.